# Bout-du-Pont-de-Larn
Bout-du-Pont-de-Larn (okzitanisch: Cap del Pont de Larn) ist eine französische Gemeinde mit 1.249 Einwohnern (Stand: 1. Januar 2022) im Département Tarn in der Region Okzitanien (vor 2016: Midi-Pyrénées). Sie gehört zum Arrondissement Castres und zum Kanton Mazamet-2 Vallée du Thoré (bis 2015: Kanton Saint-Amans-Soult). Die Einwohner werden Bout-du-Pont-de-l'Arnais genannt.

## Lage
Bout-du-Pont-de-Larn liegt etwa 17 Kilometer südöstlich von Castres am Fuß der Montagne Noire (dt. „Schwarzes Gebirge“) und ist Teil des Regionalen Naturparks Haut-Languedoc. Der Fluss Thoré begrenzt die Gemeinde im Süden. Umgeben wird Bout-du-Pont-de-Larn von den Nachbargemeinden Pont-de-Larn im Norden, Saint-Amans-Valtoret im Osten sowie Mazamet im Süden und Westen.

## Bevölkerungsentwicklung
| Jahr                      | 1962 | 1968 | 1975 | 1982 | 1990 | 1999 | 2006 | 2013 |
| Einwohner                 | 596  | 611  | 538  | 759  | 1053 | 1070 | 1046 | 1225 |
| Quelle: Cassini und INSEE |      |      |      |      |      |      |      |      |